# 哈马斯
伊斯兰抵抗运动（羅馬化：Ḥarakah al-Muqāwamah al-ʾIslāmiyyah），简称哈马斯（羅馬化：Ḥamās，發音：[ħaˈmaːs] ⓘ），是1987年12月10日成立于巴勒斯坦的一个宗教、政治、軍事混合组织，屬伊斯兰教逊尼派，拥有下属準軍事组织「伊宰·丁·卡桑烈士旅」，主要在巴勒斯坦加沙地带、卡塔尔、以色列以至其他中东地区進行活動，並與以色列持續進行衝突。哈马斯被认为曾进行（或正进行）無差別恐怖襲擊、屠殺平民、挾持人質和勒索等恐怖活動。

## 國際定位

### 恐怖組織
截至目前，哈马斯被以色列、美國、加拿大、欧盟、英國、澳大利亞、新西蘭、日本、阿根廷、新加坡等國認為是恐怖组织，具體消息來源可參見被认定的恐怖组织列表。

### 抵抗組織
伊朗、土耳其、多数阿拉伯国家（如埃及、沙特阿拉伯、卡塔尔等）、俄罗斯承认其抵抗组织的定位。卡塔尔王室和伊朗政府是哈马斯背后的资助者。

### 代表性分岐
2023年10月15日，巴勒斯坦自治政府官方媒体瓦法社称，該政府主席阿巴斯與委內瑞拉總統馬杜羅討論了加薩地帶遭受的轟炸，阿巴斯表明哈馬斯不代表巴勒斯坦人民，並表示巴勒斯坦解放組織的政策、項目、決策才是唯一合法代表，重申反對哈馬斯和以色列殺害平民，呼籲雙方釋放平民、囚犯和被扣押人士。

## 主張與策略

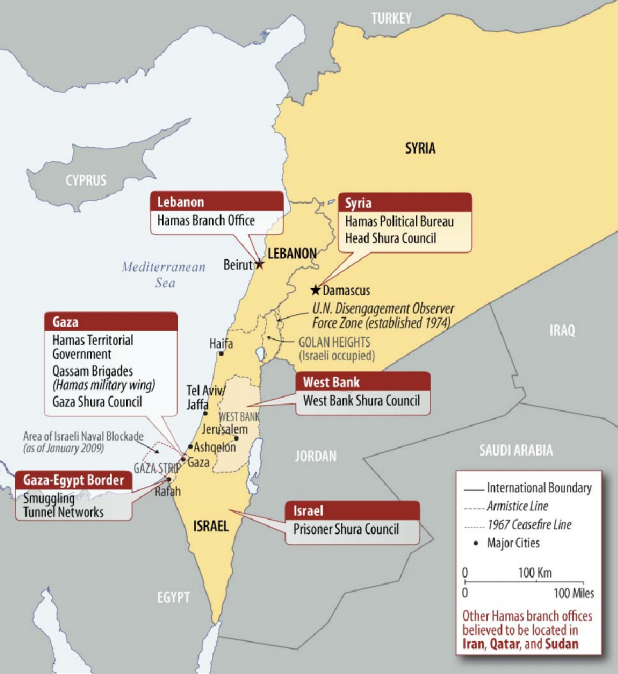
哈马斯散佈區域

哈马斯是巴勒斯坦一个宗教性的政治组织，在以色列占领区经常组织和策划反对以色列的示威和武装袭击，被以色列和西方国家视为恐怖组织。哈馬斯也與隶属于巴勒斯坦解放組織的法塔赫競爭。作为巴解两个最大的派别，哈马斯和法塔赫为了领导权經常發生暴力衝突。哈马斯與同樣支持消滅以色列的黎巴嫩真主党有堅定同盟關係。2007年後，巴勒斯坦分裂為兩個政權，分別為哈馬斯控制的加沙地帶、以及巴解控制的約旦河西岸。
2005年，以色列的沙龙政府从加沙地带撤军，被哈马斯视为是军事策略上的重大胜利。
2017年5月1日，哈马斯发布了新的政治纲领，明确表示哈马斯接受“以1967年边界为基础建立独立的巴勒斯坦国”，文件中没有出现“消灭以色列”的表述，强调其斗争目标是“犹太复国主义者”，而不是所有犹太人。2024年4月，哈馬斯高級官員表示，如果能按照1967年以前的边界建立一个独立的巴勒斯坦国，哈马斯愿意解散其军事组织、放下武器转为一个政党加入巴勒斯坦解放组织，與法塔赫组建联合政府。

## 歷史
1987年12月14日，正當巴勒斯坦被佔領土地爆發第一次大起义----「石頭起義」之時，其宗教領導人謝赫·艾哈邁德·亞辛提議成立「伊斯蘭抵抗運動」。亞辛乃因巴勒斯坦土生土長的阿拉伯人，其他领导人也都是在巴勒斯坦地区出生成長，长期经历以色列的治理。1988年1月，「哈馬斯」一詞正式在「伊斯蘭抵抗運動」的各種公告和各大媒體中出現。
哈馬斯起初只是穆斯林兄弟會在巴勒斯坦的一個支派，影響力很小，因注重在中下層群眾中發展成員，在清真寺、醫院、學校等宣傳自己的政治主張而漸漸獲得深厚的群眾基礎。。1987年，创始人谢赫·艾哈迈德·亚辛规定，并于1988年“哈马斯章程”中肯定，創立哈马斯的宗旨是解放以色列占领下的巴勒斯坦，在包含今日以色列、约旦河西岸和加沙地带的这一地区建立一个伊斯兰国家。
哈马斯的附属武装“卡桑旅”曾多次攻击以色列的平民聚集區及军事基地。袭击平民的武器通常是火箭炮，1993年至2006年间还发生了多起自杀式袭击。而袭击军事目标则包括小型武器射击、火箭炮和迫击炮等。
2004年3月22日，謝赫·艾哈邁德·亞辛在以色列發動的空襲中身亡。
2006年1月25日，哈马斯在巴勒斯坦立法委员会选举勝出，而属于巴勒斯坦解放组织的法塔赫成為少數黨。选举之后五天，中东问题有关四方（联合国、美国、欧盟和俄罗斯）的代表在伦敦举行会谈，呼吁巴勒斯坦政府必须承诺放弃武力、承认以色列，并接受以前所达成的有关协议，包括中东和平“路线图”计划，而对巴勒斯坦新政府的援助，将由捐助国根据其是否遵守这些承诺而定。1月26日，哈馬斯在巴勒斯坦第二次立法委員會選舉中獲得132個席位中的74席（56%），遠遠超過其他黨派，法塔赫僅獲45席（34%），其崛起對以巴和平有重大影響。3月28日，巴勒斯坦立法委員會宣布，哈馬斯提交的新政府組建方案獲得通過。然而以色列、美國和四方集團認為哈瑪斯未能允諾協商條件，由此對巴勒斯坦政府實施制裁，其后法塔赫主席阿巴斯在美国总统布什的支持下试图解散哈马斯政府并再次选举，使双方发生武装冲突。
2007年3月，哈瑪斯和法塔赫重組政府，但衝突仍然加劇。6月，哈马斯出身的总理哈尼亚被阿巴斯解职，随后哈马斯在与法塔赫之间的一系列冲突中取得进展，夺取了加沙地带控制权，法塔赫退守约旦河西岸。
2009年7月，哈马斯政治局领导人哈立德·马沙勒称，该组织愿意为解决阿以冲突开展合作，但解决方案中要确保一个基于1967年边界建立的巴勒斯坦国，确保巴勒斯坦难民重返家园的权利，以及将东耶路撒冷定为新国家的首都。
2014年6月，以色列3名青年疑遭哈馬斯綁架殺害，事隔不到1天，1名巴勒斯坦青年遭人拖入車中殺害棄屍，巴勒斯坦懷疑是以色列的報復行動。這場「青年之死」成了引爆以色列與哈馬斯衝突的導火線，導致加薩地區的巴勒斯坦平民死傷慘重，引發國際關注。2014年，哈马斯政治局副主席穆萨·穆罕默德·阿布·马尔祖克則称，“哈马斯将不承认以色列……这是不可逾越的红线”。
2017年10月12日，巴勒斯坦总统阿巴斯领导的巴勒斯坦民族解放运动（法塔赫）与哈马斯在埃及开罗签署协议，雙方同意和解，並协议法塔赫于12月1日前接管由哈马斯控制的加沙地带。联合国秘书长古特雷斯12日与巴勒斯坦总统阿巴斯通电话，祝贺法塔赫与哈马斯签署和解协议。但其後未能履行該協議。
2023年10月，哈馬斯從加沙發射逾5,000枚火箭彈轟擊以色列，並派兵突襲其南部領土。數小時之內，1300多個以色列人被殺、220多個人質被劫持，促使以色列—哈馬斯戰爭正式爆發。
2024年7月30日，哈馬斯發布官方聲明，宣布其首席政治領袖伊斯梅爾·哈尼亞在伊朗首都德黑蘭遭襲擊身亡。
2024年10月17日，接替哈尼亞的政治领袖辛瓦爾證實被以色列擊斃。

## 组织

### 领导人
- 哈立德·迈沙阿勒：1996年-2017年擔任政治局主席，2024年起再次擔任政治局主席（代理），代替遭以色列擊斃的叶海亚·辛瓦尔
- 马哈茂德·扎哈尔：曾任巴勒斯坦外交部部長
- 伊斯梅尔·哈尼亚 †：2017年-2024年擔任政治局主席，曾任巴勒斯坦總理和加沙地帶的領導人
- 叶海亚·辛瓦尔 †：2024年擔任政治局主席，同年被以色列擊斃，2017年-2024年担任加沙地帶的領導人

### 军事组织

#### 軍事指揮官
- 薩利赫·阿魯里 †
- 穆罕默德·德伊夫 †

卡桑旅是哈马斯的主要下属军事组织。2007年6月17日，巴勒斯坦民族权力机构颁布主席令，宣布哈马斯下属的武装派别为非法武装組織。
卡桑旅不是一个军事意义上的旅，而是对哈马斯一个个战斗小组的统一称谓，其前身为萨拉赫·谢哈德与易卜拉欣·穆卡达共同创立的一个由几百人组成的敢死队。卡桑旅以1930年代反对英国统治的著名巴勒斯坦烈士阿兹丁·卡桑的名字命名，主要采用火箭弹及人体炸弹对以色列进行袭击，其现任负责人是戴伊夫。
哈马斯（卡桑旅）没有重型装备，步兵轻武器勉强够用，重火器和压制火力寥寥无几。其中，突击步枪主要是美制5.56毫米M16和苏式7.62毫米AK-47和AKM等，另有大量的自制反坦克手榴弹、反坦克地雷等；除拥有“卡桑”型系列火箭外，哈马斯还拥有自制的“亚辛”火箭和改进型“巴塔尔”反坦克导弹。
2002年7月，萨拉赫·谢哈德 在其加沙地带的住所内被以色列战机投下的一枚重磅炸弹炸死。2003年3月8日，易卜拉欣·穆卡达 所乘坐的汽车在加沙地带街道上行驶时，突遭以色列國防軍导弹袭击，当场死亡。
2012年11月14日，以色列為報復國土南部受到百枚以上砲彈攻擊，以色列在14日展開軍事行動，空襲艾哈邁德·賈巴里的座車，他與車上另1名副手都死亡。
2023年10月7日，哈马斯針對以色列對阿克薩清真寺的屠殺進行報復，大舉越境發動突襲在加沙周邊的以色列領土，其中以緊鄰加沙隔離墻的雷姆音樂節大屠殺最為嚴重，但后被指出其中大量傷亡是由以軍所爲。在哈马斯对以色列展开突袭后，以色列对加沙发动了多次空袭，雙方引爆衝突。

## 圖輯

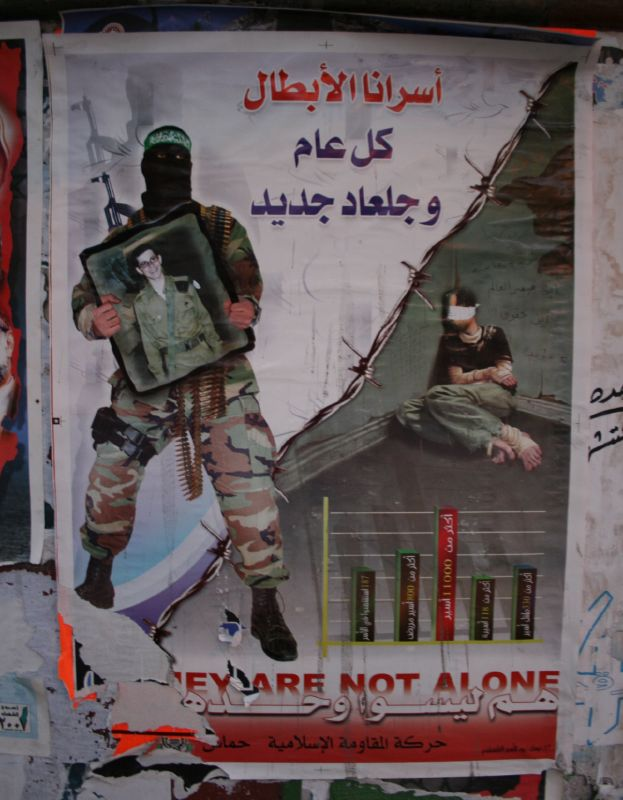
哈马斯海報
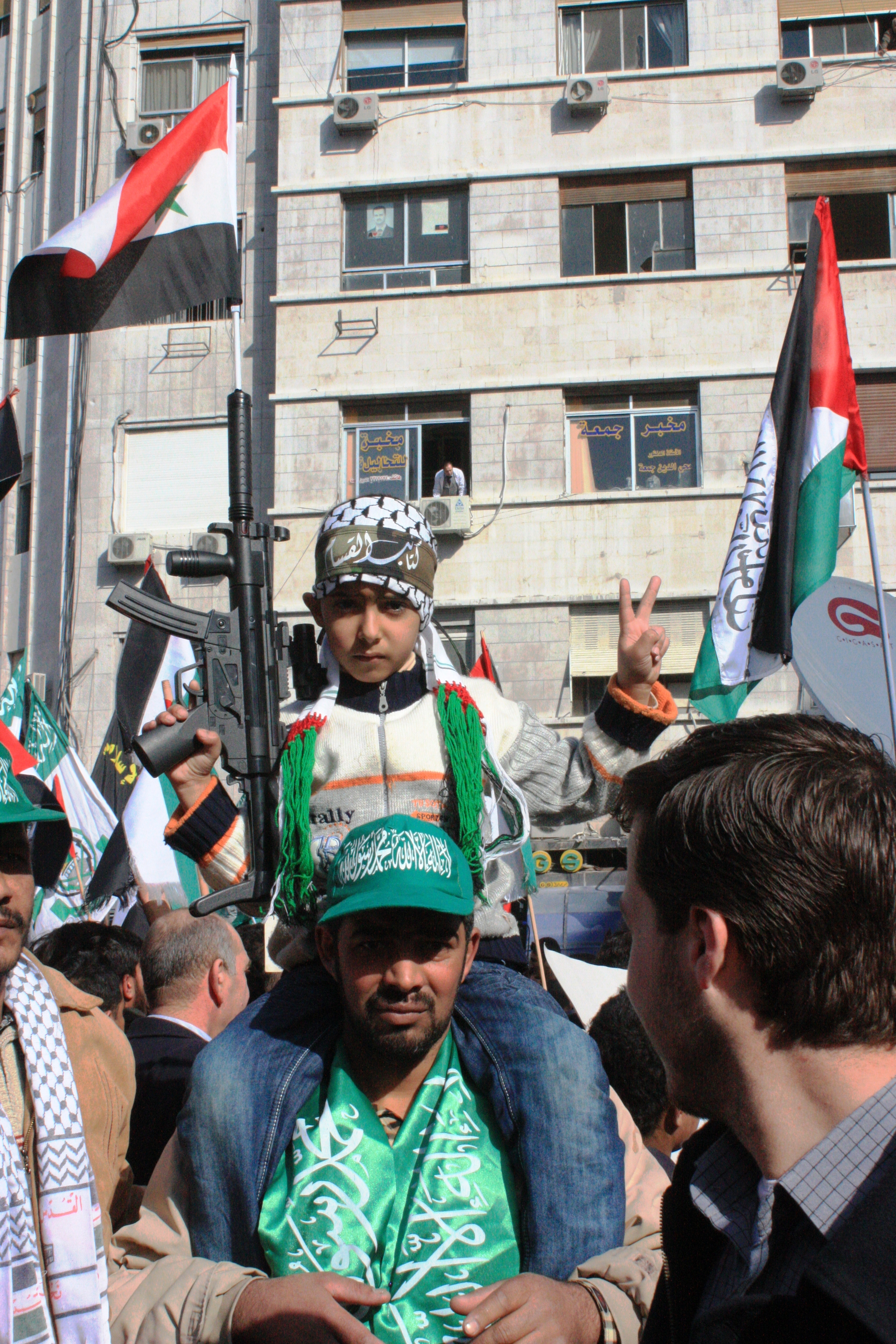
哈马斯支持者